# Liste der Einträge im National Register of Historic Places im Benton County (Tennessee)

Lage des Benton Countys in Tennessee

Die Liste der Einträge im National Register of Historic Places im Benton County in Tennessee führt die Bauwerke und historischen Stätten im Benton County auf, die in das National Register of Historic Places aufgenommen wurden.

## Derzeitige Einträge
| [ 2 ] | Name                    | Bild                   | Eintragsdatum        | Lage                                                                                                 | Ort    | Beschreibung |
| ----- | ----------------------- | ---------------------- | -------------------- | --- | ------ | ------------ |
| 1     | Reynoldsburg-Paris Road |                        | 2005 ID-Nr. 05000803 | Rund acht Kilometer nordöstlich von Camden abseits der Chestnut Hill Road 36° 6′ 0″ N, 87° 58′ 36″ W | Camden |              |
| 2     | John Rushing Farm       |                        | 1999 ID-Nr. 99001587 | 5760 North TN 69A 36° 8′ 0″ N, 88° 6′ 15″ W                                                          | Camden |              |
| 3     | William Thompson House  | William Thompson House | 1976 ID-Nr. 76001763 | Südlich von Camden abseits der TN 69 36° 2′ 24″ N, 88° 5′ 37″ W                                      | Camden |              |
| 4     | US Post Office          | US Post Office         | 1988 ID-Nr. 88001577 | 81 North Forest Street 36° 3′ 30″ N, 88° 5′ 49″ W                                                    | Camden |              |

## Früherer Eintrag
| [ 2 ] | Name              | Bild | Eintragsdatum        | Lage                                                                     | Ort       | Beschreibung                                                   |
| ----- | ----------------- | ---- | -------------------- | ------------------------------------------------------------------------ | --------- | -------------------------------------------------------------- |
| 1     | Mount Zion Church |      | 1973 ID-Nr. 73001752 | Rund neun Kilometer südöstlich von Big Sandy 36° 10′ 41″ N, 88° 1′ 10″ W | Big Sandy | Durch Brandstiftung zerstört, 2012 aus dem Register gestrichen |